# Bataille du Lechfeld
 (juillet 2010).
Si vous disposez d'ouvrages ou d'articles de référence ou si vous connaissez des sites web de qualité traitant du thème abordé ici, merci de compléter l'article en donnant les références utiles à sa vérifiabilité et en les liant à la section « Notes et références ».
La bataille du Lechfeld (Schlacht auf dem Lechfeld en allemand, Augsburgi csata en hongrois) eut lieu le 10 août 955 en Souabe. Elle opposa les Magyars,  commandés par leur horka (en) Bulcsú (de), aux armées commandées par le futur empereur Otton le Grand.

## Contexte
La bataille du Lechfeld, le « champ du Lech », s’inscrit dans la longue série d’affrontements qui ont émaillé l’histoire des empires de Rome, de Byzance, d'Occident ou de Chine, face aux Huns, aux Avars, aux Khazars, aux Onoghoures, aux Pétchénègues, aux Coumans, aux Tatars, aux Mongols et à bien d’autres peuples cavaliers venus des steppes à la recherche des richesses de ces empires. 
Originaires de l’Oural et passés par l’Etelköz (région steppique située au nord de la mer Noire), les Magyars s’installèrent en 895 à l’intérieur de l’arc carpatique puis entreprirent, durant soixante ans, des campagnes de pillage, d'abord en Moravie, royaume gravement défait à Bratislava en 907 puis dans le domaine carolingien en passant par la trouée pannonienne. Les Magyars ravagèrent l’Allemagne, la vallée du Rhône et jusqu’au sud de l’Italie, en 922-24, 933 et 947), ramenant un énorme butin et d’innombrables prisonniers, dont ils firent leurs serfs. 
Il fallait mettre fin à cette guerre (dans le sens médiéval de harcèlement) par une grande bataille décisive obligeant l’ennemi à négocier : celle-ci eut lieu près d’Augsbourg, entre les rivières Lech et Schmutter.

## La bataille
Le Lechfeld vit s’affronter d'un côté environ 10 000 cavaliers lourds rassemblés, selon les sources d'époque, par Otton (en fait, probablement 3500 à 4000), et de l'autre environ 6 000 à 8 000 archers et cavaliers légers des Magyars.
À l’approche de l'ennemi, Otton fut pris de flanc par une partie des forces adverses : il se trouvait ainsi enserré par deux forces plus nombreuses, ce qui aurait pu causer sa défaite. Mais les Hongrois qui l’attaquaient sur son aile cédèrent à la tentation et mirent pied à terre pour faire main basse sur la caravane de bagages germanique. C’est ce qui les perdit : Otton envoya alors une partie de ses forces contre ces pillards, et, une fois ceux-ci éliminés, ses cavaliers lourds se regroupèrent puis chargèrent les lignes hongroises. 
Malgré les flèches magyares, en grande partie détournées par les boucliers et les armures germaniques, l’armée d’Otton frappa la ligne adverse et l’enfonça. Horka Bulcsu tenta de feindre la retraite pour attirer les Germains dans une éventuelle poursuite afin de les désorganiser, mais les troupes d’Otton maintinrent leur ligne et les mirent en déroute. Les prisonniers furent soit exécutés, soit relâchés avec les oreilles et le nez coupés.

## Conséquences
Leur défaite contraignit les Magyars à cesser leurs campagnes de pillage en Occident.